# Nendoroid
A Nendoroid (ねんどろいど; Hepburn: nendoroido) egy 10 cm magas műanyagfigura-sorozat, melyet a japán Good Smile Cég alkotott meg 2006 februárjában. A Nendoroid figurák főleg animék, mangák és videójátékok szereplőit mintázzák nagy fejjel és kis testtel, mely cuki külsőt kölcsönöz nekik. Az arcuk és néhány testrészük cserélhető, ezáltal számos arckifejezésre képesek és még különböző pózokba is állíthatóak. A Nendoroid márka alatt már nem csak a 2006-ban készült figurák vannak jelen, hanem vannak újítások, például a kisebb Petite Nendoroid-ok, illetve a Nendoroid More, amelyben számos kiegészítőt találunk a figuráknak, továbbá plüssöket. Néhány videójáték is készült a Nendoroidot alapul véve.

## Termékek
A Nendoroid (ねんどろいど) figurasorozat ABS-ből és PVC-ből készül. Ezek a figurák a japánok által közkedvelt csibi stílusúak, ami azt jelenti, hogy a figurák feje a testükhöz mérve nagyobb, ezáltal egy cuki külsőt adva nekik. A figurák gyűjtői tárgynak és játéknak is mondhatóak. Az arcuk és a testük kicserélhető, ami által egy figura több pózban is állhat, illetve különböző arckifejezéseket vehet fel. A Nendoroid név a japán agyag szóból származik, Nendo (粘土).
A Nendoroid figurák főleg anime, manga vagy videójátékokról vannak mintázva. Ilyenek például a Puella Magi Madoka Magica, Magical Girl Lyrical Nanoha, Steins;Gate, K-ON!, Szuzumija Haruhi, Fate/stay night, Vocaloid és a Touhou Project. Szinte mindegyik Nendoroid női karakterről van mintázva. Kivételek Mario, Sonic, Jagami Light és L a Death Note-ból, Edward Elric a Fullmetal Alchemist-ból, Eren Yeager és Levi Ackerman a Singeki no kjodzsin-ból és Kirito a Sword Art Online-ból. Bár nagyon ritka, de vannak Nendoroidok valós személyekről is mintázva, például a Formula–1-es pilóta Kobajasi Kamui, az amerikai rockegyüttes Linkin Park, illetve a japán szinkronszínészek, Tamura Jukari és Mizuki Nana.
A figurák csomagja különböző karokat és lábakat is tartalmazhat, melyekkel több pózra képesek, ráadásul mind a lábak, mind a karok csuklósak, még több mozgást megengedve. Az 'Edition' sorozatba tartozó Nendoroidok még több csuklós résszel rendelkeznek. A Nendoroidok gyakran tartalmaznak extra elemeket, mint: fegyverek, tárgyak vagy a mintázott karakter személyes tárgyait. A cserélhető részeik más Nendoroidéval is kicserélhetőek. A Nendoroidoknak nincs fix áruk, de a mostani áruk 3000 és 4000 japán jen.
Míg a legtöbb hivatalos Nendoroidot a Good Smile Cég adja ki, vannak bizonyos figurák, amelyeket a FREEing, Phat! cég és néhány másik vállalat gyárt le, de mindig a Good Smile Cég adja ki őket.
A Nendoroid Petite (ねんどろいどぷち) széria hasonlít az eredeti sorozatra, annyi különbséggel, hogy ezek a figurák körülbelül 6.5 cm magasak. Ezek a figurák is rendelkeznek talapzattal. Nendoroid Petite-ek vagy szettben kaphatóak, amely minden figurát tartalmaz, vagy pedig egyet véletlenszerűen néhány közül. Ugyanúgy, mint a nagyobb verzióban, itt is cserélhetőek egymás között a figurák részei. Egy darab most körülbelül 600 japán jen, míg a nagyobb szettek attól függően változnak árban, hogy hány darabot tartalmaznak.

## Videójátékok
Egy Nendoroidon alapuló RPG a Nendoroid Generation (ねんどろいど じぇねれ～しょん; Hepburn: Nendoroido Jenereshon), amit a Bandai Namco, Good Smile Cég és a Banpresto adott ki PlayStation Portable-re. A játék Nendoroid szereplőket tartalmaz olyan sorozatokból, mint a Steins;Gate, Touhou Project, Black Rock Shooter, Szuzumija Haruhi, Magical Girl Lyrical Nanoha, Zero no Cukaima, Dog Days és a Fate/stay night, illetve köztük van a Good Smile Cég kabala karaktere, Gumako. A játékot 2012 február 23-án adták ki Japánban.

## Fogadtatása, története
Az első figura, amit a Nendoroid név alatt adtak el, a Nendoroid Neco Arc volt a Cukihime játékból, melyet a 2006-os japán Wonder fesztiválon adtak ki. A Nendoroid széria atyjának Cujosi Oda (más néven Oda-P) tekinthető, bár már jóval több ember dolgozik rajtuk, összefoglaló néven a Nendoron. Azért kapták ezt a nevet, mert túl sokan dolgoztak egyszerre egy Nendoroidon, ami nehézkessé tette, hogy mindenkit megnevezzenek aki dolgozott rajta. Egy Nendoroidon több mint tíz ember dolgozik egyszerre.
2009 márciusára a Nendoroid széria több mint 1 millió darabot adott el, míg a Nendoroid Petite széria 3 milliót. A sorozat nagyon gyorsan nőtt és 2010 júliusára már több mint 100 féle Nendoroid volt elérhető. 2013 májusában kiadták a 300. modell típust az alapszériából, mely egy továbbfejlesztett verziója volt a legtöbbet eladott figurának, Hacune Mikunak.

## Fordítás
Ez a szócikk részben vagy egészben  a   Nendoroid című angol Wikipédia-szócikk ezen változatának fordításán alapul.  Az eredeti cikk szerkesztőit annak laptörténete sorolja fel. Ez a jelzés csupán a megfogalmazás eredetét és a szerzői jogokat jelzi, nem szolgál a cikkben szereplő információk forrásmegjelöléseként.